# 熱帶乾濕季氣候

熱帶莽原氣候

熱帶莽原氣候（又稱熱帶乾濕草原季氣候、萨瓦纳气候、热带疏林草原气候、热带草原气候）的地區位于赤道多雨气候的高纬两侧，具体位于非洲撒哈拉以南高原、马达加斯加岛西部、西印度群岛部分、墨西哥高原、中美洲西岸、南美洲的巴西高原等地。植被为热带稀树草原，草地上会长有纺锤树、猴面包树和金合欢树等。

## 特征
1. 纬度较低，太阳高度大，终年高温
2. 一年中有明显的干季与湿季，根据干季位于冬季和夏季，在柯本气候分类法中分别表示为「Aw」和「As」。年降水量通常至少在600毫米以上，其上限不可能超过2500毫米[1][2]。

## 与热带季风气候的区别
1. 年雨量热带季风气候大于热带干湿季气候，而且热带季风气候一般不存在降水为0的月份，即使旱季亦有少量降水；热带干湿季气候下旱季往往存在降水接近于0的月份。热带干湿季气候全年各月日照时长通常均明显高于热带季风气候。
2. 热带干湿气候雨季相对热带季风气候长（一般达6个月左右），而且雨季来临降水是逐月逐渐增加；而热带季风气候雨季偏短（一般只有4个月左右）但降水较热带干湿季气候更集中，且雨季来临时降水是突然增加。
3. 热带季风气候有季风显著，而热带干湿季气候则否。
4. 热带季风气候植被为热带季雨林，热带干湿季气候植被为热带稀树草原（萨瓦纳）。
5. 在柯本气候分类法中，最干月降水量同时少于60毫米（mm）和（100-0.04×年平均降水量）则为热带干湿季气候，若最干月降水量在60毫米（mm）和（100-0.04×年平均降水量）之间则为热带季风气候[1][2]。

## 区内相对典型的著名城市
- 巴西 巴西利亚
- 巴西 里约热内卢
- 巴西 累西腓
- 巴西 戈亚尼亚
- 圣佩德罗苏拉
- 哥伦比亚 卡塔赫納
- 古巴 圣克拉拉
- 墨西哥 坎昆
- 恩贾梅纳
- 奈及利亞 拉各斯
- 内罗毕
- 巴马科
- 塞内加尔 达喀尔
- 喀麦隆 馬魯阿
- 南蘇丹 朱巴
- 達爾文
- 汤斯维尔
- 中国 海南省东方市
- 中国 海南省昌江黎族自治县
- 越南 胡志明市
- 越南 芹苴市
- 緬甸 曼德勒
- 泰國 曼谷
- 菲律賓 馬尼拉
- 印度 班加罗尔
- 印度 金奈
- 斯里蘭卡 亭可马里

## 选定城市的气候图
（按照柯本气候分类法选定）

## 参看
- 行星风系
- 地中海式气候